# Střední průmyslová škola a Vyšší odborná škola Příbram
Střední průmyslová škola a Vyšší odborná škola Příbram je střední škola v Příbrami.

## Poloha
Objekt školy stojí v jižní části města u severního úpatí Svaté Hory. Komplex školních budov zaujímá téměř celou jižní stranu Hrabákovy ulice až k náměstí Dr. Josefa Theurera, kde se nachází ještě jedna školní budova.

## Katedry

### Katedry všeobecných předmětů
- Katedra českého jazyka
- Katedra cizích jazyků
- Katedra matematiky
- Katedra tělesné výchovy

### Katedry odborných předmětů
- Katedra elektro
- Katedra geologie
- Katedra stavitelství
- Katedra strojírenství
- Katedra výpočetní techniky